# Liste der Biografien/Sur
Liste der Biografien |
Portal Biografien |
Personensuche
# |
A |
B |
C |
D |
E |
F |
G |
H |
I |
J |
K |
L |
M |
N |
O |
P |
Q |
R |
S |
T |
U |
V |
W |
X |
Y |
Z |
?
 
Sa |
Sb |
Sc |
Sd |
Se |
Sf |
Sg |
Sh |
Si |
Sj |
Sk |
Sl |
Sm |
Sn |
So |
Sp |
Sq |
Sr |
Ss |
St |
Su |
Sv |
Sw |
Sy |
Sz
 
Sua |
Sub |
Suc |
Sud |
Sue |
Suf |
Sug |
Suh |
Sui |
Suj |
Suk |
Sul |
Sum |
Sun |
Suo |
Sup |
Suq |
Sur |
Sus |
Sut |
Suu |
Suv |
Suw |
Sux |
Suy |
Suz
Die Liste der Biografien führt alle Personen auf, die in der deutschsprachigen Wikipedia einen Artikel haben. Dieses ist eine Teilliste mit 279 Einträgen von Personen, deren Namen mit den Buchstaben „Sur“ beginnt.

## Sur
- Sur Shakya Sengge (1074–1134), tibetischer Geistlicher der Nyingma-Schule des tibetischen Buddhismus; einer der Drei Surs
- Sur, Marija (* 2004), ukrainische Sängerin

### Sura
- Sura, Bob (* 1973), US-amerikanischer Basketballspieler
- Sura, Chanina von, jüdischer Gelehrter
- Sůra, Jaroslav (1929–2011), tschechischer Maler, Illustrator und Grafiker
- Surabischwili, Dawit (* 1957), georgischer Politiker
- Surabischwili, Salome (* 1952), georgisch-französische Diplomatin und PolitikerinSalome Surabischwili (* 1952)

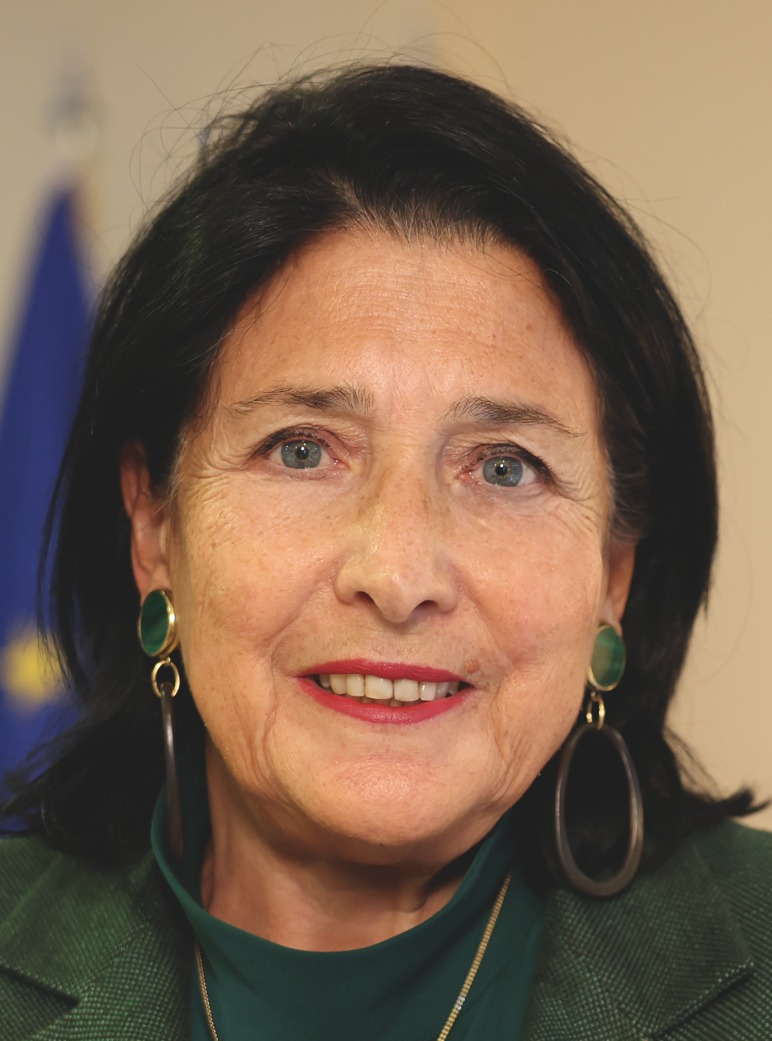
Salome Surabischwili (* 1952)

- Surabow, Michail Jurjewitsch (* 1953), russischer Politiker und Diplomat
- Surać, Domagoj (* 1984), kroatischer Handballspieler
- Surachai Chawna (* 1999), thailändischer Fußballspieler
- Surachai Danwattananusorn (* 1942), thailändischer politischer Aktivist
- Surachai Jaturapattarapong (* 1969), thailändischer Fußballspieler und -trainer
- Surachart Singngon (* 1985), thailändischer Fußballspieler
- Surachat Sareepim (* 1986), thailändisch-laotischer Fußballspieler
- Surachet Ngamtip (* 1991), thailändischer Fußballspieler
- Surachet Sathaworawanit (* 1987), thailändischer Fußballspieler
- Suradej Srijanthongthip (* 1990), thailändischer Fußballspieler
- Suradet Chanthapet (* 2004), thailändischer Fußballspieler
- Suradet Klankhum (* 1996), thailändischer Fußballspieler
- Suradet Thongchai (* 1987), thailändischer Fußballspieler
- Suradiradja, Herman (1947–2016), indonesischer Schachspieler
- Suradis Pateh (* 2003), thailändischer Fußballspieler
- Suradji, Ahmad (1949–2008), indonesischer Serienmörder
- Suraikin, Andrei Alexandrowitsch (1948–1996), sowjetischer Eiskunstläufer, sowjetischer und russischer Eiskunstlauftrainer
- Suraj Mal (1707–1763), Maharaja von Bharatpur
- Surajew, Maxim Wiktorowitsch (* 1972), russischer Kosmonaut
- Surajewa, Anna Iwanowna (* 1990), russische Biathletin
- Surakaet Paemsri (* 2002), thailändischer Fußballspieler
- Surakmatow, Asis (* 1971), kirgisischer Politiker
- Süral, Bünyamin (* 1961), türkischer Fußballspieler und -trainer
- Šural, Josef (1990–2019), tschechischer Fußballspieler
- Surall, Frank (* 1966), deutscher evangelischer Theologe
- Suranda Bandara, Thilina (* 1988), sri-lankischer Fußballspieler
- Surani, Azim (* 1945), indisch-britischer Entwicklungsbiologe und Hochschullehrer
- Šuranová, Eva (1946–2016), tschechoslowakische Leichtathletin
- Suranowitsch, Dmitri Igorewitsch (* 1995), russischer Automobilrennfahrer
- Surányi, János (1918–2006), ungarischer Mathematiker, Mathematikdidaktiker und Hochschullehrer
- Surapati, Untung (1660–1706), indonesischer Kämpfer auf Java
- Surapong Kongthep (* 1979), thailändischer Fußballspieler und -trainer
- Surapong Tovichakchaikul (1953–2020), thailändischer Politiker, Außenminister
- Surāqa ibn Mirdās († 699), arabischer Dichter
- Surasak Koomgun (* 1989), thailändischer Fußballspieler
- Surasak Thongoon (* 1994), thailändischer Fußballspieler
- Surasit Kunakorn (* 2002), thailändischer Fußballspieler
- Suraski, Zeev (* 1976), israelischer Softwareentwickler
- Surat Nakchumsang (* 1980), thailändischer Fußballspieler
- Surat Sukha (* 1982), thailändischer Fußballspieler
- Surata, antiker Stadtfürst von Akkon/Akka
- Suratman, Tono (* 1952), indonesischer Militär
- Suratt, Valeska (1882–1962), US-amerikanische Schauspielerin
- Surau, Ulrich (* 1952), deutscher Fußballspieler
- Surava, Peter (1912–1995), Schweizer Journalist
- Surawich Logarwit (* 1993), thailändischer Fußballspieler
- Surawski, Leszek (* 1960), polnischer General
- Suray, Gil (* 1984), belgischer Radrennfahrer
- Surayud Chulanont (* 1943), thailändischer General und Politiker
- Surayya, Kamala (1934–2009), indische Dichterin und Kurzgeschichtenautorin

### Surb
- Surban, Niño, philippinischer Mountainbike- und Straßenradrennfahrer
- Surbeck, Andreas (* 1959), deutscher Hochspringer
- Surbeck, Johann (1892–1956), Schweizer Buchdrucker und Politiker
- Šurbek, Dragutin (1946–2018), jugoslawischer bzw. kroatischer TischtennisspielerDragutin Šurbek (1946–2018)

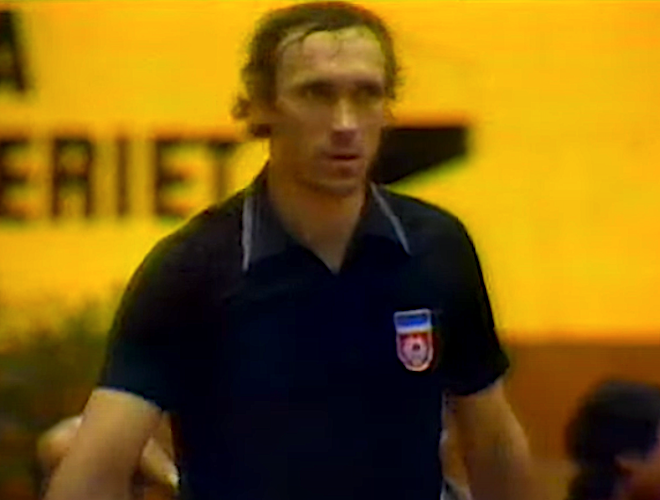
Dragutin Šurbek (1946–2018)

- Surbek, Victor (1885–1975), Schweizer Maler
- Surber, Bettina (* 1981), Schweizer Politikerin (SP) und Kantonsrätin

### Surc
- Sürch, Joseph (1811–1877), österreichischer Kupferstecher und Illustrator
- Surchung Sherab Dragpa (1014–1074), tibetischer Geistlicher der Nyingma-Schule des tibetischen Buddhismus; einer der "Drei Surs"
- Surcouf, Robert (1773–1827), französischer Marineoffizier und KorsarRobert Surcouf (1773–1827)

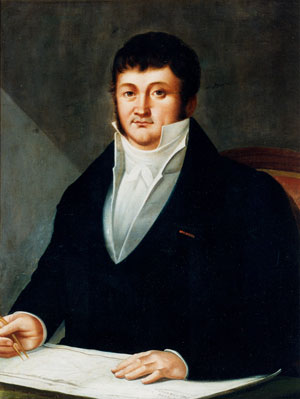
Robert Surcouf (1773–1827)

### Surd
- Surdanović, Stefano (* 1998), serbischer Fußballspieler
- Sürder, Heinrich (1871–1951), Bürgermeister von Schlebusch
- Sürder, Heinrich Benedikt (1841–1916), Bürgermeister von Schlebusch
- Surdez, Muriel (* 1968), Schweizer Soziologin
- Surdin, Morris (1914–1979), kanadischer Komponist und Dirigent
- Surdu, Romeo (* 1984), rumänischer Fußballspieler
- Şurdum, Kundeyt (1937–2016), Lyriker, Hörfunk- und Zeitschriftenredakteur
- Surdyka, Eliza (* 1977), polnische Skilangläuferin

### Sure
- Sure-Vetter, York, deutscher Informatiker, Direktor der Nationalen Forschungsdateninfrastruktur (NFDI)
- Sureau, François (* 1957), französischer Schriftsteller
- Sureda, Antonio (1904–1951), argentinischer Bandoneonist und Tangokomponist
- Sureda, Jacobo (1901–1935), spanischer Maler und Dichter
- Suree Sukha (* 1982), thailändischer Fußballspieler
- Surek, Dominik (1933–2016), deutscher Ingenieur und Professor für Maschinenbau
- Sürel, Hare (* 1983), türkische Schauspielerin
- Surel, Isabella (* 1982), deutsche Schauspielerin
- Surén, Emmy (1873–1974), deutsche Krankenschwester und Hebamme in Namibia
- Suren, Franz Wilhelm (1766–1810), Abgeordneter der Reichsstände des Königreichs Westphalen
- Surén, Friedrich-Karl (1888–1969), deutscher Verwaltungsjurist und Ministerialbeamter
- Surén, Hans (1885–1972), deutscher Offizier, Buchautor und ein Vorkämpfer des Naturismus
- Suren, Stefanie (* 1978), deutsche Journalistin und Fernsehmoderatorin
- Süren, Tuncay (* 1987), türkischer Fußballspieler
- Surenas, parthischer Feldherr
- Surendhar, Jayakumar (* 1991), indischer Hürdenläufer
- Sürenhagen, Dietrich (* 1945), deutscher Vorderasiatischer Archäologe und Hochschullehrer
- Surenhuys, Willem († 1729), niederländischer Hebraist
- Surenski, Dmitri Wassiljewitsch (1902–1977), sowjetischer Kameramann
- Surer, Alexandra (* 1969), Schweizer Schauspielerin und Autorin
- Surer, Christina (* 1974), Schweizer Rennfahrerin, Fernsehmoderatorin und Model
- Surer, Marc (* 1951), Schweizer AutorennfahrerMarc Surer (* 1951)

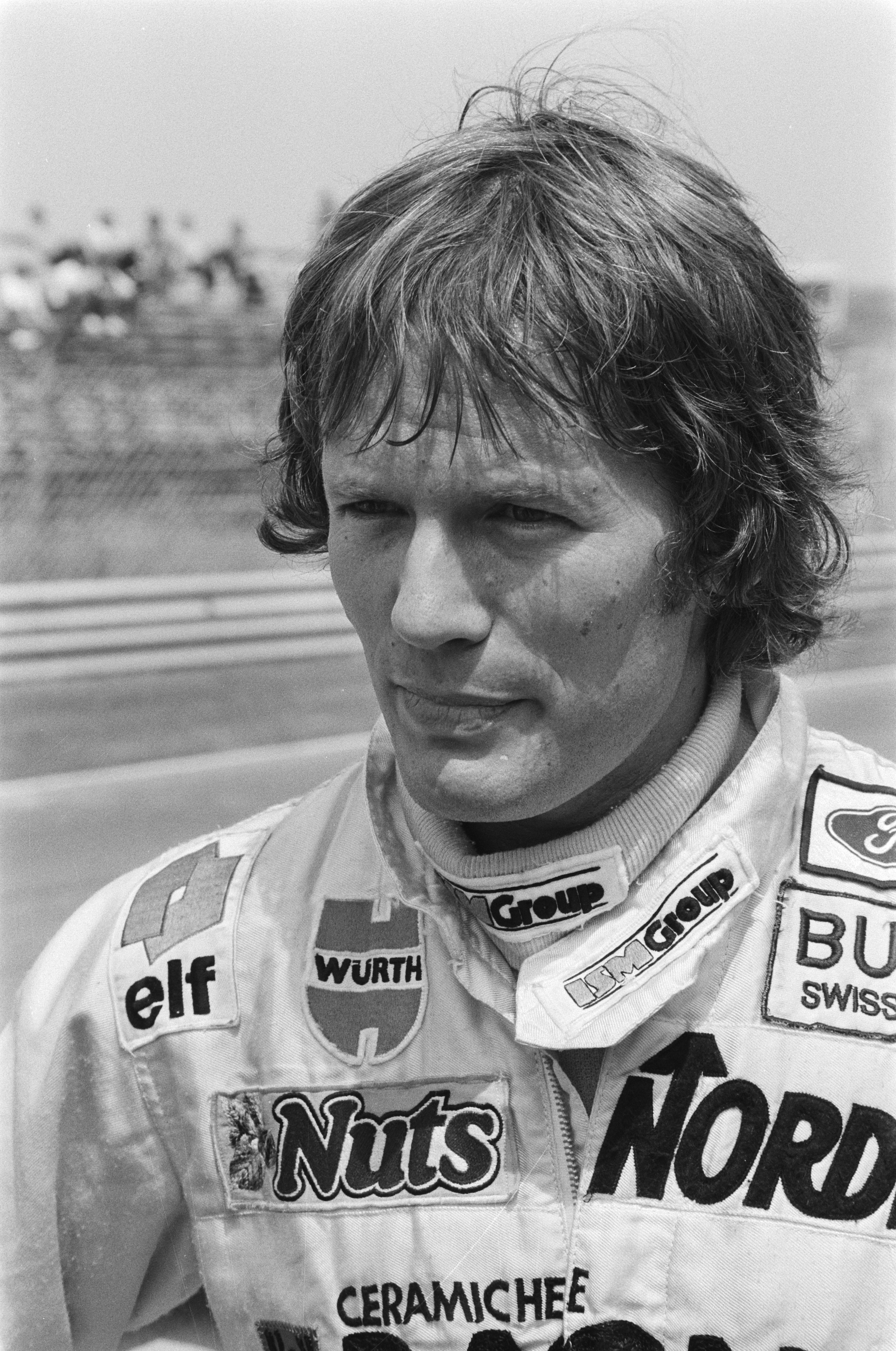
Marc Surer (* 1951)

- Sürer, Mualla (1902–1976), türkische Schauspielerin
- Sürer, Nur (* 1954), türkisch-alevitische Schauspielerin
- Surer, Paul (* 1905), französischer Romanist und Literaturwissenschaftler
- Sures, Bernd (* 1967), deutscher Hydrobiologe und Parasitologe
- Suresh, Dhakshineswar (* 2000), indischer Tennisspieler
- Suresh, Ramona (* 1985), deutsche Theaterschauspielerin
- Suresh, Subra (* 1956), indisch-US-amerikanischer Ingenieurwissenschaftler
- Suresha, Ron (* 1958), US-amerikanischer Autor
- Sureshwaren, Parthiva (* 1980), indischer Automobilrennfahrer
- Sureth, Fritz (1897–1978), deutscher Politiker, Staatssekretär in Schleswig-Holstein
- Surety, Chris (* 1937), britischer Hürdenläufer
- Surety, Zak (* 1991), englischer Snookerspieler
- Süreya, Cemal (1931–1990), türkischer Schriftsteller

### Surf
- Surf Mesa (* 2000), US-amerikanischer Musikproduzent
- Surfistinha, Bruna (* 1984), brasilianische Prostituierte und Bestseller-AutorinBruna Surfistinha (* 1984)

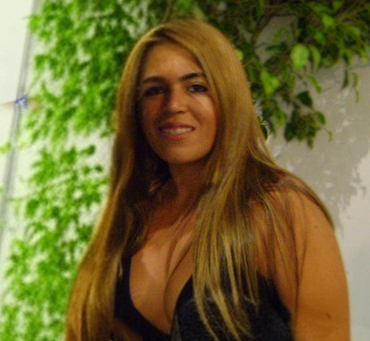
Bruna Surfistinha (* 1984)

### Surg
- Surganowa, Swetlana Jakowlewna (* 1968), russische Komponistin und Schriftstellerin
- Surgant, Johann Michael, österreichisch-schweizerisch-deutscher Arzt, Mitglied der Leopoldina
- Surgeon (* 1971), englischer DJ und Produzent im Bereich der elektronischen Tanzmusik
- Surgère, Hélène (1928–2011), französische Schauspielerin
- Surges, Franz (1958–2015), deutscher Organist und Komponist
- Surget, Alain (* 1948), französischer Jugendbuchautor
- Surget, Merlin (* 1999), französischer Snowboarder
- Sürgülü, İbrahim (* 1993), türkischer Fußballspieler

### Surh
- Surholt, Alexa Maria (* 1968), deutsche Schauspielerin, Hörfunksprecherin, Sängerin und Moderatorin
- Surholt, Hans (* 1900), deutscher Strafverteidiger
- Surholt, Wilhelm (1897–1982), deutscher Unternehmer und Mäzen
- Surhon, Jean, franko-flämischer Kupferstecher und Kartograf

### Suri
- Suri, Adil Shah († 1557), letzter Herrscher der Suriden-Dynastie
- Suri, Batram (* 1972), salomonischer Fußballspieler
- Suri, George (* 1982), salomonischer Fußballspieler
- Suri, Islam Shah († 1554), indischer Herrscher
- Suri, Manil (* 1959), US-amerikanischer Schriftsteller und Mathematik-Professor indischer Abstammung
- Suri, Megan (* 1999), US-amerikanische Schauspielerin
- Suri, Mitra, afghanisch-kanadische Schauspielerin und Stuntwoman
- Suri, Ranbir Singh, Baron Suri (* 1935), britischer Geschäftsmann, Life Peer
- Suri, Reto (* 1989), Schweizer Eishockeyspieler
- Suria, José (* 1938), spanischer Radrennfahrer
- Surian, Jean-Baptiste (1670–1754), französischer römisch-katholischer Bischof, Mitglied der Académie française
- Surian, Joseph Donat († 1691), französischer Arzt und Apotheker
- Suriani, Luciano (* 1957), italienischer römisch-katholischer Geistlicher, Erzbischof und Diplomat des Heiligen Stuhls
- Suriano, Giuseppina (1915–1950), italienische römisch-katholische Selige
- SuRie (* 1989), englische Sängerin und Songwriterin
- Surie, Jacoba (1879–1970), niederländische Porträtmalerin
- Surikow, Stepan Wladislawowitsch (* 2002), russischer Fußballspieler
- Surikow, Wassili Iwanowitsch (1848–1916), russischer Maler und Mitglied der PeredwischnikiWassili Iwanowitsch Surikow (1848–1916)

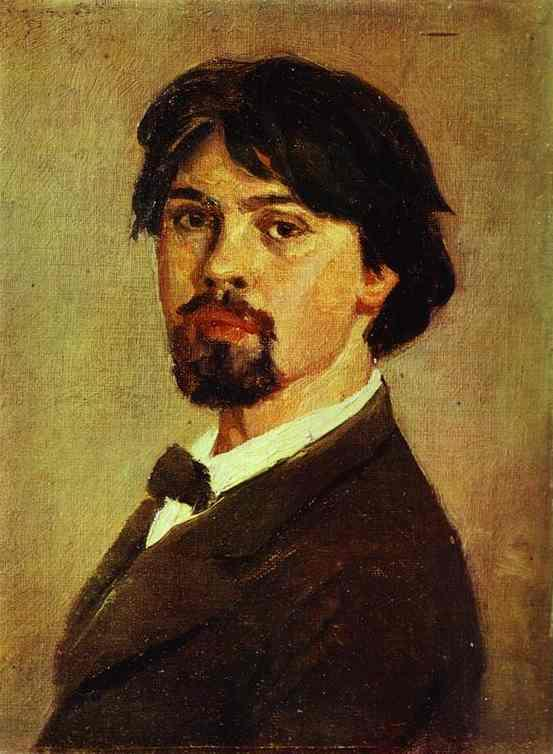
Wassili Iwanowitsch Surikow (1848–1916)

- Surikowa, Alla Iljinitschna (* 1940), sowjetische bzw. russische Regisseurin und Drehbuchautorin
- Surikowa, Julija Nikolajewna (* 1982), russische Triathletin
- Surin Pitsuwan (1949–2017), thailändischer Politikwissenschaftler und Politiker (Demokratische Partei)
- Surin Ra-ob (* 1988), thailändischer Fußballspieler
- Surin, Bruny (* 1967), kanadischer Leichtathlet
- Surin, Jean-Joseph (1600–1665), französischer Jesuit und Mystiker
- Surina, Daniela (* 1942), italienische Schauspielerin
- Süring, Peter, deutscher Kameramann der DEFA
- Süring, Reinhard (1866–1950), deutscher Meteorologe
- Suringar, Gerard Conrad Bernard (1802–1874), deutscher Mediziner und Historiker
- Suringar, Lucas (1770–1833), niederländischer reformierter Theologe
- Suringar, Willem Frederik Reinier (1832–1898), niederländischer Botaniker
- Suris, Robert Arnoldowitsch (1936–2024), russischer Festkörperphysiker und Hochschullehrer
- Surius, Laurentius (1522–1578), deutscher Kartäusermönch und Hagiograph
- Suriya (* 1975), tamilischer Schauspieler, Produzent und ModeratorSuriya (* 1975)

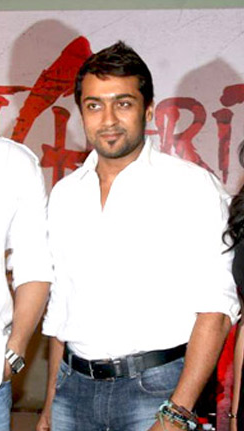
Suriya (* 1975)

- Suriya Domtaisong (* 1981), thailändischer Fußballspieler
- Suriya Kupalang (* 1988), thailändischer Fußballspieler
- Suriya Pawarana (* 1992), thailändischer Fußballspieler
- Suriya Singmui (* 1995), thailändischer Fußballspieler
- Suriya Thata (* 1998), thailändischer Fußballspieler
- Suriyakarn Chimjeen (* 1985), thailändischer Fußballspieler
- Suriyan Sor Rungvisai (* 1989), thailändischer Boxer im Superfliegengewicht
- Suriyavong II. († 1791), König des laotischen Königreichs Luang Phrabang
- Suriyothai († 1548), Königin des Königreichs Ayutthaya
- Suriz, Jakow Sacharowitsch (1882–1952), sowjetischer Diplomat

### Surj
- Šurjak, Ivica (* 1953), jugoslawischer Fußballspieler
- Surján, László (* 1941), ungarischer Politiker (Fidesz), MdEP
- Šurjan, Sabina (* 2000), serbische Tischtennisspielerin
- Surjana, Aldi (* 1953), literarischer Übersetzer
- Surjeet, Harkishan Singh (1916–2008), indischer Politiker

### Surk
- Surkamp, Carola (* 1971), deutsche Anglistin
- Surkamp, Karl (1883–1952), deutscher Politiker (SPD), MdL
- Surkamp, Monica (1913–1943), deutsche Ordensschwester und Märtyrin
- Surkau, Albrecht (1941–2018), deutscher Regisseur
- Surkemper, Florian (* 1981), deutscher Inline-Skaterhockeyspieler
- Surkhar Lodrö Gyelpo (1509–1579), tibetischer Mediziner
- Surkhar Nyamnyi Dorje (1439–1475), Gründer der Südlichen Schule der tibetischen Medizin (Schule von Sur)
- Surkis, Hryhorij (* 1949), ukrainischer Oligarch und Sportfunktionär
- Surkis, Ihor (* 1958), ukrainischer Großindustrieller, Präsident des ukrainischen Fußballvereins Dynamo Kiew
- Surko, Clifford (1941–2024), US-amerikanischer Plasmaphysiker
- Surkov, Leonid (* 2000), russischer Oboist
- Surkow, Artjom Olegowitsch (* 1993), russischer Ringer
- Surkow, Georgi Sergejewitsch (* 1990), russischer Biathlet
- Surkow, Wladislaw Jurjewitsch (* 1964), russischer Geschäftsmann und PolitikerWladislaw Jurjewitsch Surkow (* 1964)

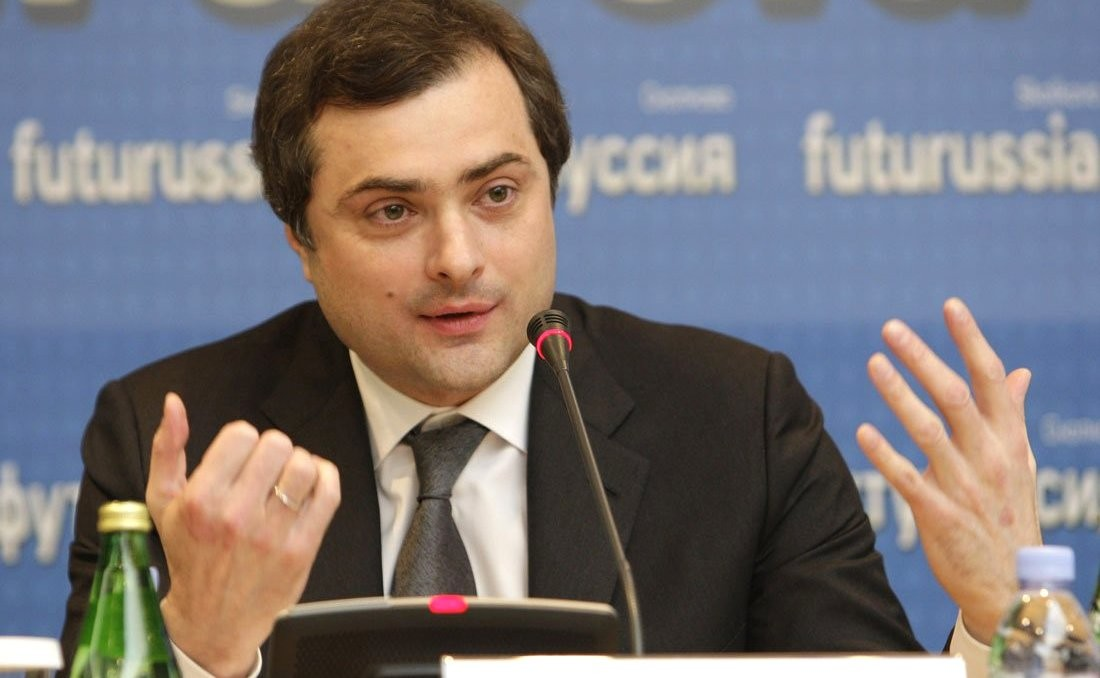
Wladislaw Jurjewitsch Surkow (* 1964)

- Surkowa, Jelena Wadimowna (* 1988), russische Boxerin
- Šurkus, Kazys (* 1907), litauischer Fußballspieler

### Surl
- Surland, Claudio (* 1942), deutscher Journalist, Sprecher
- Surland, Johann Julius (1687–1748), deutscher Jurist und Ratssyndicus
- Surläuly, Michael Eduard (1844–1902), Schweizer Komponist, Dirigent, Chorleiter und Musikdirektor
- Surles, Alexander D. (1916–1995), US-amerikanischer Offizier, Generalleutnant der US-Army
- Surles, Rufus († 1982), US-amerikanischer Sergeant, deutsches Mordopfer
- Surlet de Chokier, Erasme Louis (1769–1839), belgischer Staatsmann
- Surlien, Rakel (* 1944), norwegische Politikerin (Senterpartiet) und Juristin

### Surm
- Surma, Łukasz (* 1977), polnischer Fußballspieler
- Surma, Ronny (* 1988), deutscher Fußballspieler
- Surman, Andrew (* 1986), englischer Fußballspieler
- Surman, Ben, britischer Musiker und Musikproduzent
- Surman, Finn (* 2003), neuseeländisch-walisischer Fußballspieler
- Surman, John (* 1944), britischer Jazzmusiker und -komponistJohn Surman (* 1944)

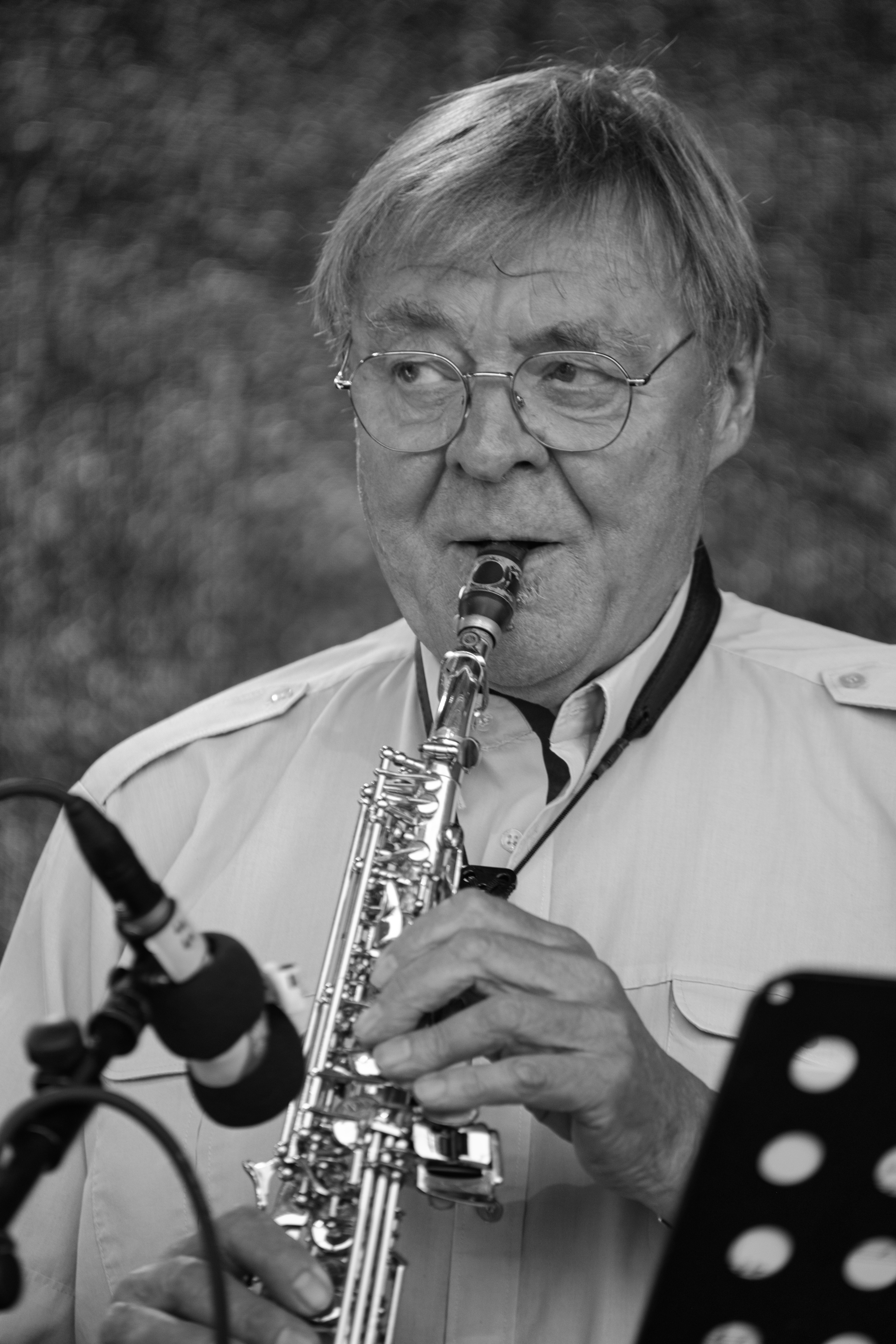
John Surman (* 1944)

- Surman, Mark, Geschäftsführer der Mozilla Foundation
- Surmann, Emil (1912–1972), deutscher Schauspieler, Drehbuchautor und Regisseur
- Sürmann, Frank (* 1962), deutscher Politiker (FDP), MdL
- Surmann, Hartmut (* 1963), deutscher Elektrotechniker und Informatiker
- Surmann, Karsten (* 1959), deutscher Fußballspieler
- Surmann, Mathias (* 1974), deutscher Fußballspieler
- Surmann, Volker (* 1972), deutscher Autor und Kabarettist
- Surmelian, Leon (1905–1995), US-amerikanischer Schriftsteller armenischer Herkunft
- Sürmeneli, Busenaz (* 1998), türkische Boxerin
- Surménian, Eric (* 1973), französischer Jazzbassist
- Surminski, Arno (* 1934), deutscher SchriftstellerArno Surminski (* 1934)

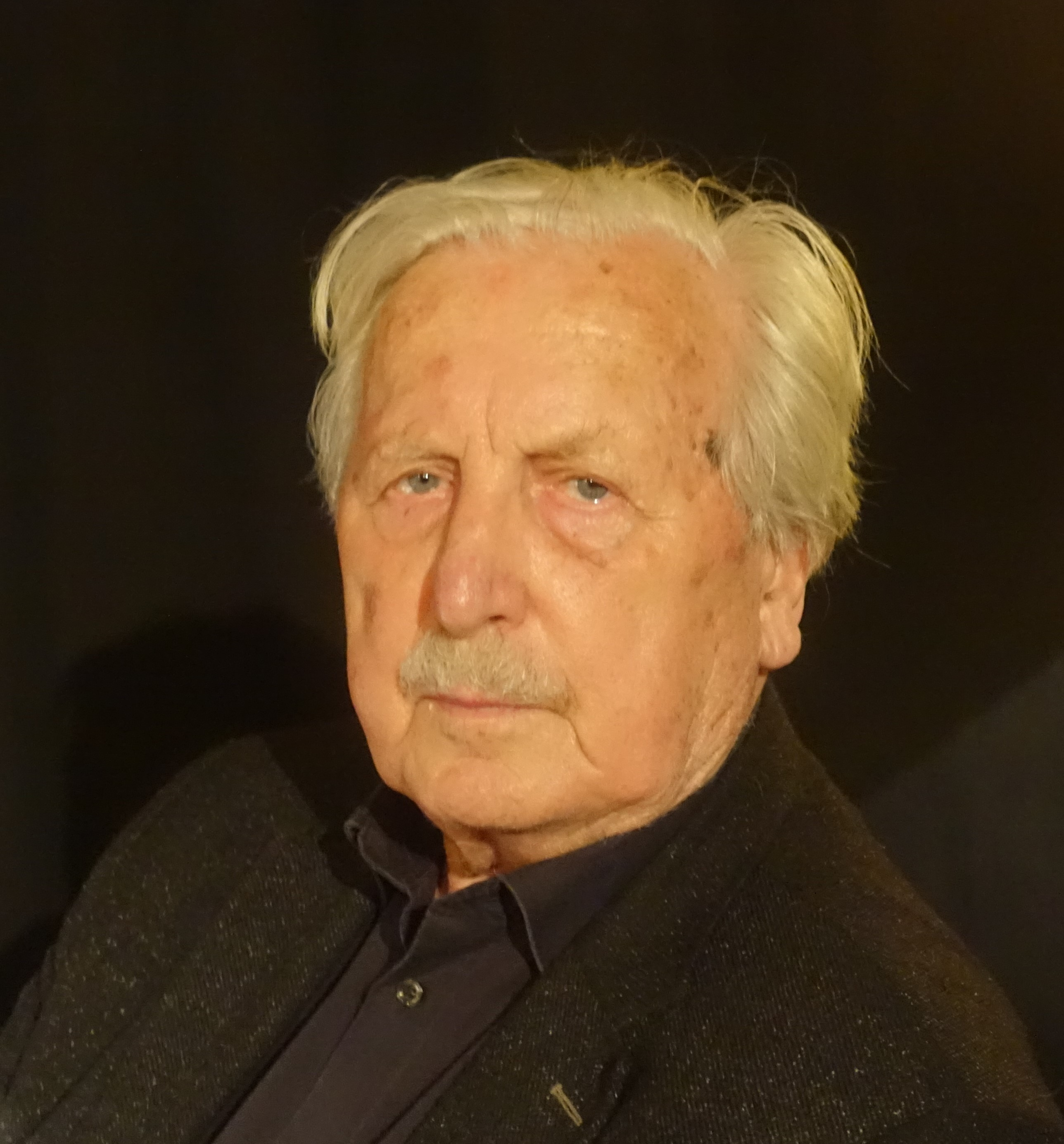
Arno Surminski (* 1934)

- Surmiński, Franciszek (1934–2021), polnischer Radrennfahrer und Radsporttrainer

### Surn
- Šurna, Antanas (1940–2014), litauischer Theater- und Filmschauspieler
- Surņins, Pāvels (* 1985), lettischer Fußballspieler
- Surnow, Joel (* 1955), US-amerikanischer Produzent und Drehbuchautor von Fernsehserien

### Suro
- Suro (* 42), Gründer und König des Staates Geumgwan Gaya
- Suroso, Imam (1964–2020), indonesischer Politiker und Abgeordneter
- Surotdinow, Andrei Minchanowitsch (* 1960), russischer Musiker und Filmkomponist
- Surovcová, Lucie (* 1987), tschechische Grasskiläuferin
- Surový, Tomáš (* 1981), slowakischer Eishockeyspieler
- Surowiak, Marcel (* 1982), polnischer Fußballspieler
- Surowiecki, James (* 1967), US-amerikanischer Journalist
- Surowikin, Sergei Wladimirowitsch (* 1966), russischer ArmeegeneralSergei Wladimirowitsch Surowikin (* 1966)

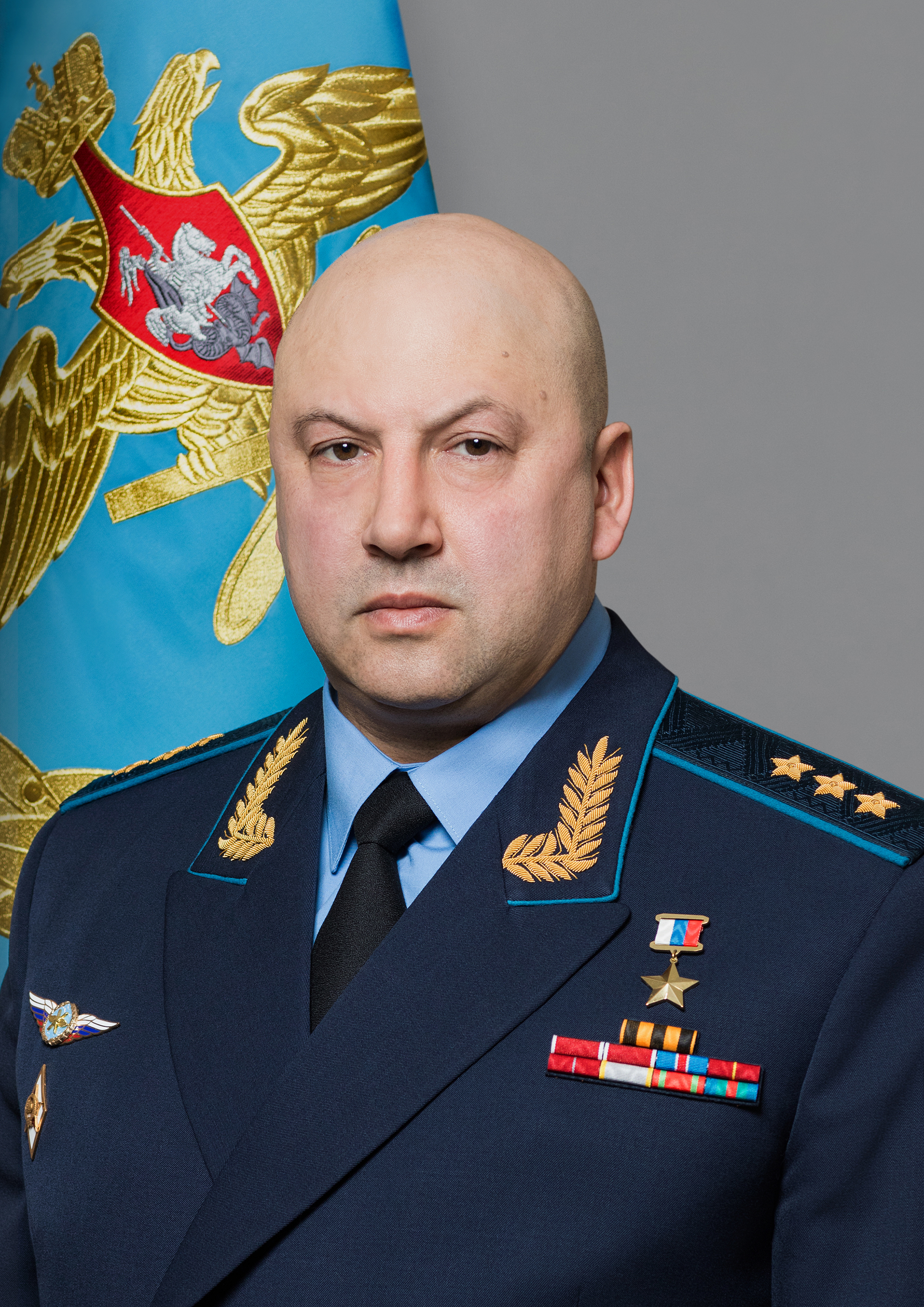
Sergei Wladimirowitsch Surowikin (* 1966)

- Surowschtschikowa-Petipa, Maria (1836–1882), russische Ballerina
- Surowzowa, Nadija (1896–1985), ukrainisch-sowjetische Schriftstellerin, Journalistin, Historikerin, Philosophin und Übersetzerin

### Surp
- Surplys, Giedrius (* 1980), litauischer Beamter und Politiker, Vize-Innenminister
- Surpoche Shakya Chungne (1002–1062), tibetischer Geistlicher und Gründer einer der Praxislinien der Nyingma-Schule des tibetischen Buddhismus
- Surpris, Chelsea (* 1996), haitianische Fußballspielerin

### Surr
- Surra, Alberto (* 2004), italienischer Motorradrennfahrer
- Surraco, Juan (* 1987), uruguayischer Fußballspieler
- Surratt, Chazz (* 1997), US-amerikanischer American-Football-Spieler
- Surratt, Mary (1823–1865), US-amerikanische Attentäterin
- Surrey, Detlef (* 1955), deutscher Comiczeichner und Illustrator
- Surrich, Laura (* 1988), neuseeländische Schauspielerin und Model
- Surridge, Sam (* 1998), englischer Fußballspieler
- Surrow, Mai (* 1992), dänische Badmintonspielerin
- Surrugue, Roland (1938–1997), französischer Radrennfahrer

### Surs
- Sursok, Tammin (* 1983), australische Schauspielerin und Sängerin

### Surt
- Surtain, Patrick II (* 2000), US-amerikanischer American-Football-Spieler
- Surtees, Bruce (1937–2012), US-amerikanischer Kameramann
- Surtees, Henry (1991–2009), britischer Automobilrennfahrer
- Surtees, John (1934–2017), britischer Auto- und MotorradrennfahrerJohn Surtees (1934–2017)

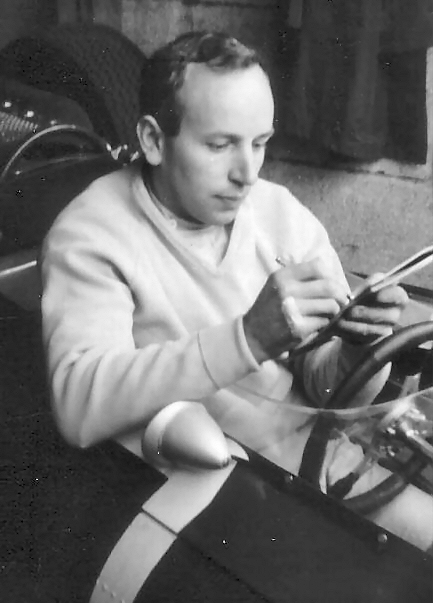
John Surtees (1934–2017)

- Surtees, Robert (1906–1985), US-amerikanischer Kameramann

### Suru
- Sürücü, Hatun (1982–2005), deutsche Auszubildende kurdischer Herkunft, die einem sogenannten Ehrenmord zum Opfer fiel
- Surur, Sängersklavin und Konkubine
- Surur, Eliaba James (1930–2014), Politiker im Sudan zur Unabhängigkeit des Südsudan
- Surūr, Muhammad (1938–2016), muslimischer Gelehrter und ein ehemaliges Mitglied des syrischen Zweiges der Muslimbruderschaft
- Sururi, Alev (1931–2013), türkische Schauspielerin
- Surutkowytsch, Olexandr (* 1984), ukrainischer Radrennfahrer

### Surv
- Survage, Léopold (1879–1968), französischer Maler des Kubismus
- Survila, Jonas (* 1984), litauischer Beamter, Politiker und Vizeminister
- Survila, Rimvydas Raimondas (* 1939), litauischer Zootechniker und Politiker
- Surville, Fred (1910–1990), Schweizer Filmregisseur, Filmeditor und Innenarchitekt
- Surville, Jean François Marie de (1717–1770), französischer Marineoffizier, Händler und Forschungsreisender

### Surw
- Surwilla, Iwonka (* 1936), belarussische Politikerin, Vorsitzende der Rada BNR

### Sury
- Sury von Bussy, Urs (1630–1707), Solothurner Schultheiss und Landvogt
- Sury, Eduard (1808–1847), Berner Grossrat und Freischarenführer
- Sury, Ernst von (1850–1895), Schweizer Neurologe und Rechtsmediziner
- Sury, Gertrud (1672–1753), Schweizer Wohltäterin
- Sury, Hans Ulrich (1603–1660), Solothurner Schultheiss
- Sury, Heinrich (1608–1654), Schweizer Offizier
- Sury, Hieronymus (1659–1736), Solothurner Schultheiss und Landvogt
- Sury, Ida (1911–2004), Schweizer Schriftstellerin
- Sury, Johann Viktor (1631–1687), Solothurner Offizier, Stadtmajor und Wohltäter
- Sury, Kurt von (1882–1977), Schweizer Mediziner und Freimaurer
- Sury, Peter (1557–1620), Solothurner Schultheiss und Gesandter
- Sury, Peter (1624–1679), Solothurner Schultheiss und Landvogt
- Sury, Peter von (* 1950), Schweizer Benediktiner und Abt
- Sury, Sopna (* 1974), deutsche Wirtschaftswissenschaftlerin und Managerin
- Sury, Ulrich († 1524), Solothurner Schultheiss und Vogt
- Sury, Urs (1510–1569), Solothurner Schultheiss und Landvogt
- Sury, Urs (1528–1593), Solothurner Schultheiss und Landvogt
- Sury-Thomas, Susan von (* 1961), Schweizer Politikerin (CVP)
- Suryana, Rio (* 1977), australischer Badmintonspieler
- Suryavarman I. († 1050), König des Khmer-Reiches von Angkor
- Suryavarman II. († 1150), König im antiken KhmerreichSuryavarman II. († 1150)

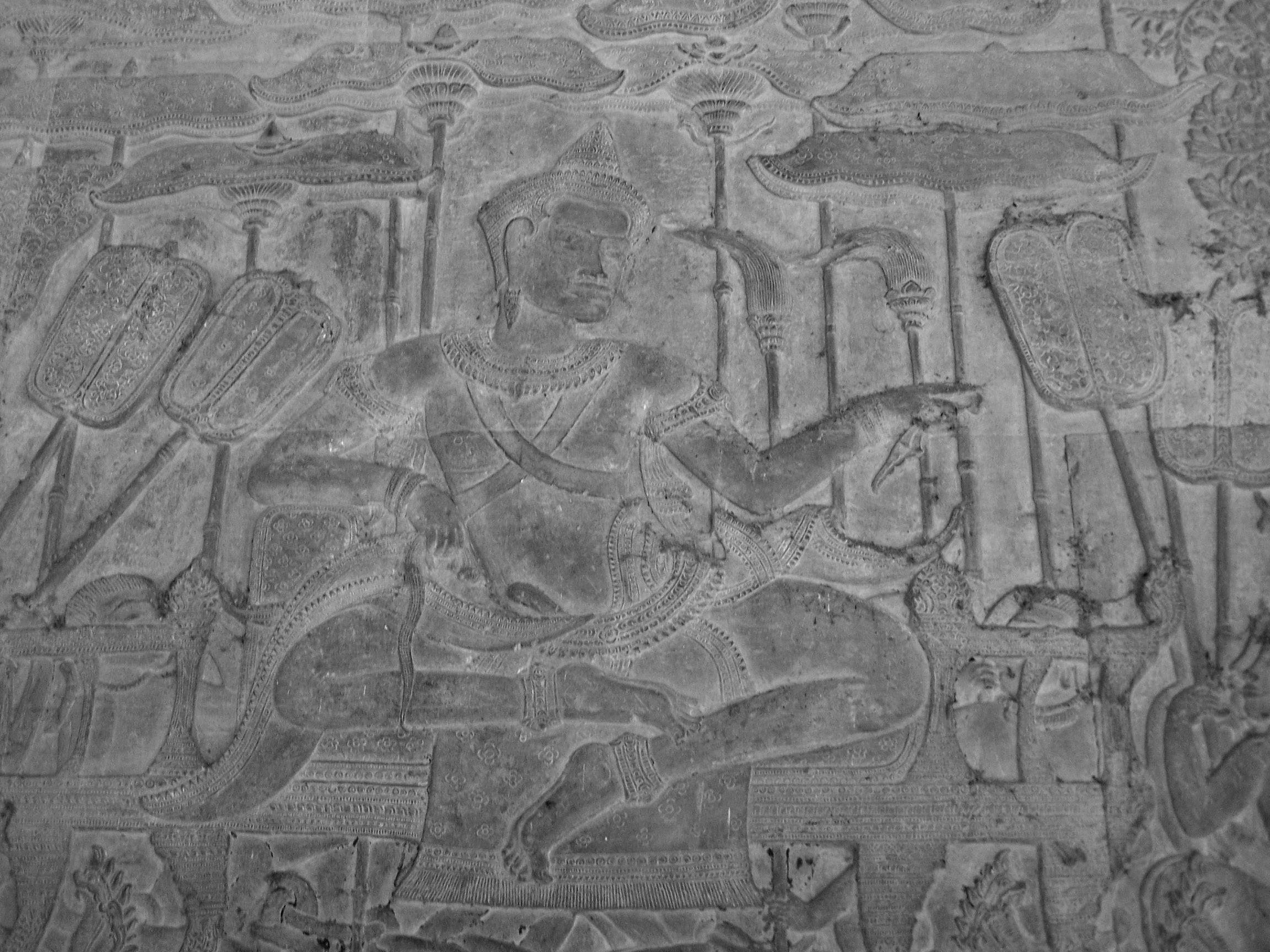
Suryavarman II. († 1150)

- Suryohadiprojo, Sayidiman (1927–2021), indonesischer Generalleutnant, Schriftsteller, Diplomat, Politiker

### Surz
- Surzykiewicz, Janusz (* 1958), polnischer katholischer Theologe, Priester und Hochschullehrer
- Surzyński, Mieczysław (1866–1924), polnischer Organist und Komponist